# みずがめ座イオタ星
みずがめ座ι星（みずがめざイオタせい、ι Aquarii、ι Aqr）は、みずがめ座にある連星である。見かけの等級は4.29と、肉眼でもみえる明るさである。年周視差に基づいて太陽からの距離を求めると、およそ211光年である。

## 星系
みずがめ座ι星は、古くから視線速度が短期間で大きく変化することが調べられ、分光連星ではないかと指摘されていた。ただし、軌道要素は不明で、伴星が直接検出されることもなく、単独星という見方が強かった。
しかし、HARPSによる高精度の視線速度測定の結果、視線速度の変化は連星であることによるものであることが確実視されることとなった。その後も伴星の直接検出はできていないが、ボーフム大学天文台の分光観測によって、伴星のスペクトル線がみえていることが判明、伴星のみのスペクトルを理論的なスペクトルと比較することで、伴星の特徴もある程度絞り込むことができている。

## 特徴
みずがめ座ι星の主星（みずがめ座ι星A）は、スペクトル型がB8 Vに分類されるB型主系列星とみられる。表面の有効温度はおよそ1万2000 Kで、半径は太陽の2.6倍程度、質量は太陽のおよそ3.2倍と見積もられる。年齢は、1億2400万年くらいと予想されている。伴星（みずがめ座ι星B）は、表面の有効温度がおよそ5700 K、質量は太陽とほぼ同じであると見積もられている。

## 名称
中国では、みずがめ座ι星は、羽林の砦を表すとされる壘壁陣（拼音: Lěi Bì Zhèn）という星官を、やぎ座κ星、やぎ座ε星、やぎ座γ星、やぎ座δ星、みずがめ座σ星、みずがめ座λ星、みずがめ座φ星、うお座27番星、うお座29番星、うお座33番星、うお座30番星と共に形成する。みずがめ座ι星自身は、壘壁陣五（拼音: Lěi Bì Zhèn wǔ）つまり塁壁陣の5番星といわれる。